# Чеккарелли, Бенедетта
Бенедетта Чеккарелли (итал. Benedetta Ceccarelli; род. 23 января 1980, Перуджа) — итальянская легкоатлетка, специалистка по барьерному бегу. Выступала за сборную Италии по лёгкой атлетике в 1998—2012 годах, обладательница серебряной медали Всемирной Универсиады, чемпионка Средиземноморских игр, шестикратная чемпионка Италии в беге на 400 метров с барьерами, участница летних Олимпийских игр в Афинах.

## Биография
Бенедетта Чеккарелли родилась 23 января 1980 года в городе Перуджа, Умбрия. Занималась лёгкой атлетикой в Риме, представляла клуб финансовой компании Fondiaria-Sai.
Впервые заявила о себе на международном уровне в сезоне 1998 года, когда вошла в состав итальянской сборной и выступила на юниорском мировом первенстве в Афинах — бежала 400 метров с барьерами и эстафету 4 × 400 метров.
В 1999 году на юниорском европейском первенстве в Риге выиграла серебряную медаль в зачёте 400-метрового барьерного бега.
В 2001 году бежала 400 метров с барьерами на молодёжном европейском первенстве в Амстердаме, не смогла пройти дальше предварительного квалификационного этапа.
В 2002 году в барьерном беге на 400 метров среди прочего выступила на чемпионате Европы в Мюнхене.
Будучи студенткой, в 2003 году представляла Италию на Всемирной Универсиаде в Тэгу, участвовала в беге на 400 метров с барьерами, в финал не вышла.
В 2004 году одержала победу на чемпионате Италии во Флоренции и впоследствии в течение шести лет удерживала звание национальной чемпионки в 400-метровом барьерном беге. Благодаря череде успешных выступлений удостоилась права защищать честь страны на летних Олимпийских играх в Афинах — здесь на предварительном квалификационном этапе показала время 56,28, чего оказалось недостаточно для выхода в полуфинальную стадию.
В 2005 году помимо победы на чемпионате Италии в Брессаноне победила на Средиземноморских играх в Альмерии, дошла до полуфинала на чемпионате мира в Хельсинки, выиграла серебряную медаль на Всемирной Универсиаде в Измире, уступив на финише только россиянке Марине Шиян. На домашних соревнованиях в Риети установила свой личный рекорд в беге на 400 метров с барьерами на открытом стадионе — 54,79 с.
В 2006 году в 400-метровом барьерном беге стартовала на чемпионате Европы в Гётеборге.
В 2009 году заняла четвёртое место на Средиземноморских играх в Пескаре.
Завершила спортивную карьеру по окончании сезона 2012 года.